# Ван де Пюттелар, Йоп
Йоханнес Бартоломеюс Хендрикюс (Йоп) ван де Пюттелар (нидерл. Johannes Bartholomeus Hendrikus "Joop" van de Puttelaar; 29 сентября 1904, Амстердам — 18 июля 2002, Зандам) — нидерландский футболист, игравший на позициях нападающего,  защитника и полузащитника, выступал за амстердамские команды ДЕК и «Аякс».

## Клубная карьера
В январе 1920 года Йоп стал членом футбольного клуба ВОГ из Амстердама. Позже он стал выступать за другую амстердамскую команду — ДЕК, где играл на позиции крайнего нападающего. В сезоне 1926/27 его клуб смог одержать победу во втором футбольном классе, но по сумме двух матчей за путёвку в первый класс ДЕК проиграл клубу ХФК их Харлема. Благодаря своей отличной игре, ван де Пюттелар получил вызов в сборную Амстердама. В июне 1928 года амстердамцы провели товарищеский матч со сборной Каира. Йоп сыграл на позиции защитника, хотя на это место был заявлен Долф ван Кол, игрок «Аякса».
В августе 1928 года ван де Пюттелар стал игроком «Аякса», его одноклубник Бен Вогел также пополнил состав «красно-белых». Дебют Йопа в команде состоялся 9 сентября в матче чемпионата Нидерландов против клуба УВВ. В первом сезоне он сыграл 10 матчей в чемпионате, играя в обороне вместе с Долфом ван Колом. В последующие три сезона он выступал за резерв «Аякса», а в чемпионском сезоне 1931/32 сыграл лишь одну игру в чемпионате. В 1933 году Йоп вернулся в основной состав.

## Личная жизнь
Йоп родился в сентябре 1904 года в Амстердаме. Отец — Бернардюс ван де Пюттелар, был родом из Хорна, работал в Амстердаме кондуктором трамвая и позже дослужился до должности главного клерка в городском трамвайном депо. Мать — Йоханна Маргарета Такс, родилась в Утрехте в семье рабочего. В их семье было ещё трое детей: сын Бернардюс Йоханнес и две дочери — Анна Катарина Маргарета и Мария Петронелла Йоханна.
Был женат дважды. В первый раз женился в возрасте тридцати двух лет — его супругой стала 26-летняя Йоханна Катарина ван Лимбюрг, уроженка Гааги. Их брак был зарегистрирован 29 апреля 1937 года в Амстердаме. В июне 1938 года родился сын Беренд Бернард. Брак завершился разводом 2 мая 1950 года.
В апреле 1951 года женился на 37-летней Гетрёйде Марии Кол, уроженке Валвейка.
Умер 18 июля 2002 года в Зандаме в возрасте 97 лет. Похоронен рядом с супругой на муниципальном кладбище Зандама.

### Бизнес
В 1928 году в торговой палате Амстердама Йоп зарегистрировал свою собственную компанию под названием «Graveerinrichting» (ныне «Brandsma Graveerwerken»). После этого он перебрался в центр Амстердама и поселился на улице Принсенграхт 292, где и открыл своё небольшое предприятие, которое занималось гравировкой по металлу. Именно здесь делались фирменные значки «Аякса», которые изготавливались из обычных алюминиевых крышек от бутылок. В первые годы вся работа делалась преимущественно вручную и даже несмотря на то, что другие компании стали переходить на более современное оборудование, Йоп продолжал рассчитать только на своё мастерство.

## Достижения
«Аякс»
- Чемпион Нидерландов: 1933/34